# Sesta Godano
Sesta Godano est une commune de la province de La Spezia, dans la région Ligurie, en Italie.

## Administration
| Période                                  | Période | Identité | Étiquette | Qualité |
| ---------------------------------------- | ------- | -------- | --------- | ------- |
|                                          |         |          |           |         |
| Les données manquantes sont à compléter. |         |          |           |         |

### Communes limitrophes
Albareto, Borghetto di Vara, Brugnato, Carro, Carrodano, Varese Ligure, Zeri, Zignago.